# Pseudonicsara stridulans
Pseudonicsara stridulans är en insektsart som beskrevs av Sigfrid Ingrisch 2009. Pseudonicsara stridulans ingår i släktet Pseudonicsara och familjen vårtbitare. Inga underarter finns listade i Catalogue of Life.